# Refracción de nivelación

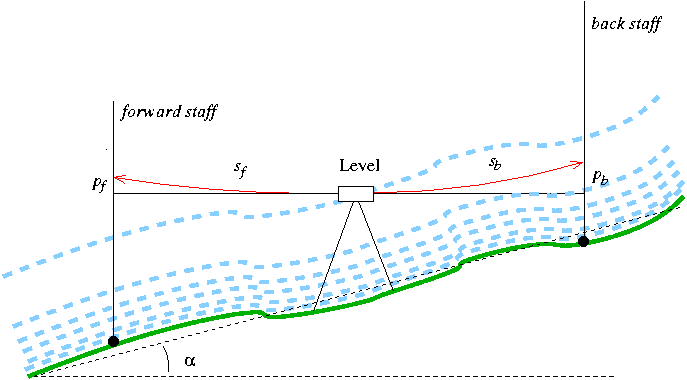
El efecto sistemático de nivelar la refracción en terrenos inclinados.

La refracción de nivelación se refiere al efecto de refracción sistemática que distorsiona los resultados de la nivelación de líneas sobre la superficie de la Tierra.
En la nivelación de líneas, se nivelan segmentos cortos de una línea tomando lecturas a través de un nivel con dos miras, una delantera y otra trasera. Al encadenar las diferencias de altura de estos segmentos, se puede calcular la diferencia de altura total entre los puntos finales de una línea.
El trabajo clásico sobre la nivelación de la refracción es el de TJ Kukkamäki en 1938-1939. Su análisis se basa en el conocimiento de que los rayos de medición viajan dentro de una capa límite cercana a la superficie de la Tierra, que se comporta de manera diferente a la atmósfera en general. Al medir sobre una superficie inclinada, el efecto sistemático se acumula.
La refracción de nivelación de Kukkamäki se hizo famosa como la explicación del "Palmdale Bulge", que los geodesistas observaron en California en los años 1970.
La refracción de nivelación se puede eliminar mediante cualquiera de dos técnicas:
1. Medición del gradiente de temperatura vertical dentro de la capa límite atmosférica. Normalmente se utilizan dos resistencias dependientes de la temperatura, una a 50 cm (20 plg), el otro en 250 cm (98 plg) de altura sobre el suelo, montado sobre un asta y conectado en un puente de Wheatstone.
2. Utilizando modelos climatológicos. Dependiendo de la hora del día y del año, la ubicación geográfica y las condiciones climáticas generales, también se pueden corregir aproximadamente observaciones de nivelación para las cuales no se tomaron mediciones originales del gradiente de temperatura.

Un enfoque alternativo de alta tecnología es la dispersometría que utiliza dos longitudes de onda de luz diferentes. Sólo recientemente los láseres azules están disponibles, lo que hace que esta sea una propuesta realista.

## Otras lecturas
- Charles T. Whalen (1982), Results of Leveling Refraction Tests by the National Geodetic Survey, U.S. Department of Commerce, National Oceanic and Atmospheric Administration, National Ocean Survey, 1982.